# أمجد إقبال
أمجد إقبال (بالإنجليزية: Amjad Iqbal)‏ (2 مايو 1981 في المملكة المتحدة - ) هو لاعب كرة قدم بريطاني في مركز الوسط. شارك مع منتخب باكستان لكرة القدم. أما مع النوادي، فقد لعب مع برادفورد سيتي ونادي اتحاد مانشستر وFarsley Celtic F.C. ‏ وFarsley Celtic F.C. ‏ وThackley A.F.C. ‏ ونادي برادفورد بارك أفنيو.

## وصلات خارجية
- أمجد إقبال على موقع قاعدة بيانات كرة القدم.إي يو (الإنجليزية)
- أمجد إقبال على موقع ناشيونال فوتبول تيمز (الإنجليزية)
- أمجد إقبال على موقع Soccerbase.com (لاعب) (الإنجليزية)